# Слободка (Пулинский район)
Слободка (укр. Слобідка) — село на Украине, основано в 1910 году (под названием Лодзянка (Лодзяновка), с 1920 — Фрайнвальд, с 1938 — Слободка), находится в Пулинском районе Житомирской области.
Код КОАТУУ — 1825484606. Население по переписи 2001 года составляет 423 человека. Почтовый индекс — 12052. Телефонный код — 4131. Занимает площадь 1,961 км².

## История
В 1946 году указом ПВС УССР село Фрайнвальд переименовано в Слободку.

## Адрес местного совета
12052, Житомирская область, Пулинский район, с. Стрыбеж, ул. Ленина, 25